# Саенко, Иван Степанович
Иван Степанович Саенко (19 декабря 1919, ныне Полтавская область — 19 ноября 1943, Житомирская область) — командир батареи 143-го Житомирского истребительно-противотанкового полка 1-го гвардейского кавалерийского корпуса 1-го Украинского фронта, старший лейтенант. Герой Советского Союза.

## Биография
Родился 19 декабря 1919 году в селе Рясское ныне Машевского района Полтавской области в крестьянской семье. Украинец. Член КПСС с 1942 года. Окончил неполную среднюю школу и Красноградский техникум механизации сельского хозяйства. Работал механиком МТС.
В 1939 году призван в ряды Красной Армии. Участник советско-финляндской войны 1939—1940 годов. В боях Великой Отечественной войны с июня 1941 года. Воевал на Западном, Центральном и 1-м Украинском фронтах. Был ранен.
12 ноября 1943 года 1-й гвардейский кавалерийский корпус вместе с частями 23-го стрелкового корпуса выбил немецко-фашистские войска из Житомира. Потеря противником важного узла коммуникаций привела к изменению обстановки на фронте. Гитлеровцы усиливали сопротивление. Активность врага возрастала с каждым днем. На подступах к Житомиру у сел Гуйва, Альбиновка, Корбутовка развернулись ожесточенные бои. Враг бросал в атаку по 25-30 танков и самоходных орудий. Много работы выпало на долю артиллеристов 143-го истребительно-противотанкового полка. Конники-гвардейцы вместе с артиллеристами успешно отражали натиск фашистов. Во второй половине дня 16 ноября 1943 года гитлеровцы в третий раз пошли в атаку, В районе Альбиновки в бой было брошено 20 танков и до двух батальонов пехоты противника.
Батарея старшего лейтенанта И. С. Саенко открыла по врагу огонь. Схватка была жаркой. Артиллеристы вместе с конниками отразили и эту атаку, подбили 4 танка и 13 автомашин, уничтожили до 120 солдат и офицеров противника. Пять суток гвардейский корпус удерживал город, отражая яростные атаки превосходящих сил фашистов. Танки и артиллерия врага мощными ударами поддерживали и сопровождали свою пехоту. Под их напором части нашей конницы и пехоты отходили к городу и на его окраинах продолжали вести упорные бои. Главной ударной силой кавалерийского корпуса оставалась артиллерия, которая, маневрируя, сдерживала гитлеровцев, рвавшихся в город.
18 ноября 1943 года танковые части противника замкнули кольцо окружения вокруг Житомира. Положение 1-го гвардейского кавалерийского корпуса стало критическим. Противотанковый полк перестраивал свой боевой порядок. Каждой батарее были определены огневые позиции и пути манёвра. Батарея старшего лейтенанта И. С. Саенко развернулась на западной окраине города. До наступления темноты артиллеристы отбили ещё одну атаку гитлеровцев и уничтожили четыре танка.
С отходом подразделений конницы батарея заняла огневые позиции в черте города, продолжала вести огонь, подбила ещё два танка и несколько бронетранспортёров. Всю ночь в направлении Крошни была слышна артиллерийская стрельба, перемешавшаяся с густыми пулеметными очередями и уханьем танковых выстрелов.
Части 2-й гвардейской кавалерийской дивизии пробили брешь в кольце окружения. Артиллерия и миномёты держали горловину бреши под огнём, а войска тем временем, покидая город, форсированным маршем уходили через неё.
К утру 19 ноября 1943 года бой затих. Выполнив приказ, уходил и истребительно-противотанковый полк. Снялась с огневых позиций и батарея И. С. Саенко. Она шла ходко. Старшему лейтенанту казалось, что самое тяжёлое уже позади и теперь всё решает быстрота отхода. Показалась колонна фашистских танков. И. С. Саенко сразу определил, что они спешат за выходящими из окружения частями, чтобы нанести им удар с тыла.
Батарея заняла огневую позицию. И. С. Саенко насчитал двадцать «тигров». Танки открыли огонь. Командир батареи распределил цели и, находясь вблизи третьего орудия, скомандовал: «По головному — огонь!» Выстрел, второй. И «тигр» загорелся. «Заговорили» остальные орудия. Обрушив на батарею всю мощь своего огня, враг перестроил колонну в боевой порядок для атаки. Батарея разворачивалась вправо и влево, отражая натиск «тигров», а они подходили всё ближе и ближе. На огневых позициях то и дело взлетали комья земли, обдавая расчёты пылью и гарью. Но батарейцы вместе со своим командиром продолжали отбивать атаку вражеских танков.
Разорвавшийся снаряд сразил расчёт второго орудия. Тогда командир батареи сам занял место наводчика и заряжающего. Досылая снаряд в казенник, он видел, как два «тигра» атаковали правофланговое орудие и раздавили его вместе с расчётом. А затем накрыла последнее орудие, похоронив вместе с ним командира.
Батарея старшего лейтенанта И. С. Саенко геройски погибла, раздавленная фашистскими танками, но она предотвратила удар с тыла по отходящим войскам, выполнив священный долг перед Родиной. Похоронен в городе Черняхов Житомирской области.
Указом Президиума Верховного Совета СССР от 3 июня 1944 года за мужество и отвагу, проявленные в боях с немецко-фашистскими захватчиками при освобождении Житомирской области старшему лейтенанту Ивану Степановичу Саенко посмертно присвоено звание Героя Советского Союза.

## Награды
Награждён орденом Ленина, медалями.

## Память
На месте гибели Героя в селе Песчанка установлена стела. В посёлке городского типа Машевка установлены памятник и мемориальная доска, его именем названы улица в этом посёлке. В родном селе И. С. Саенко Рясское установлен памятный знак и также названа улица.